# قلعه موری‌یاما (ولایت اواری)

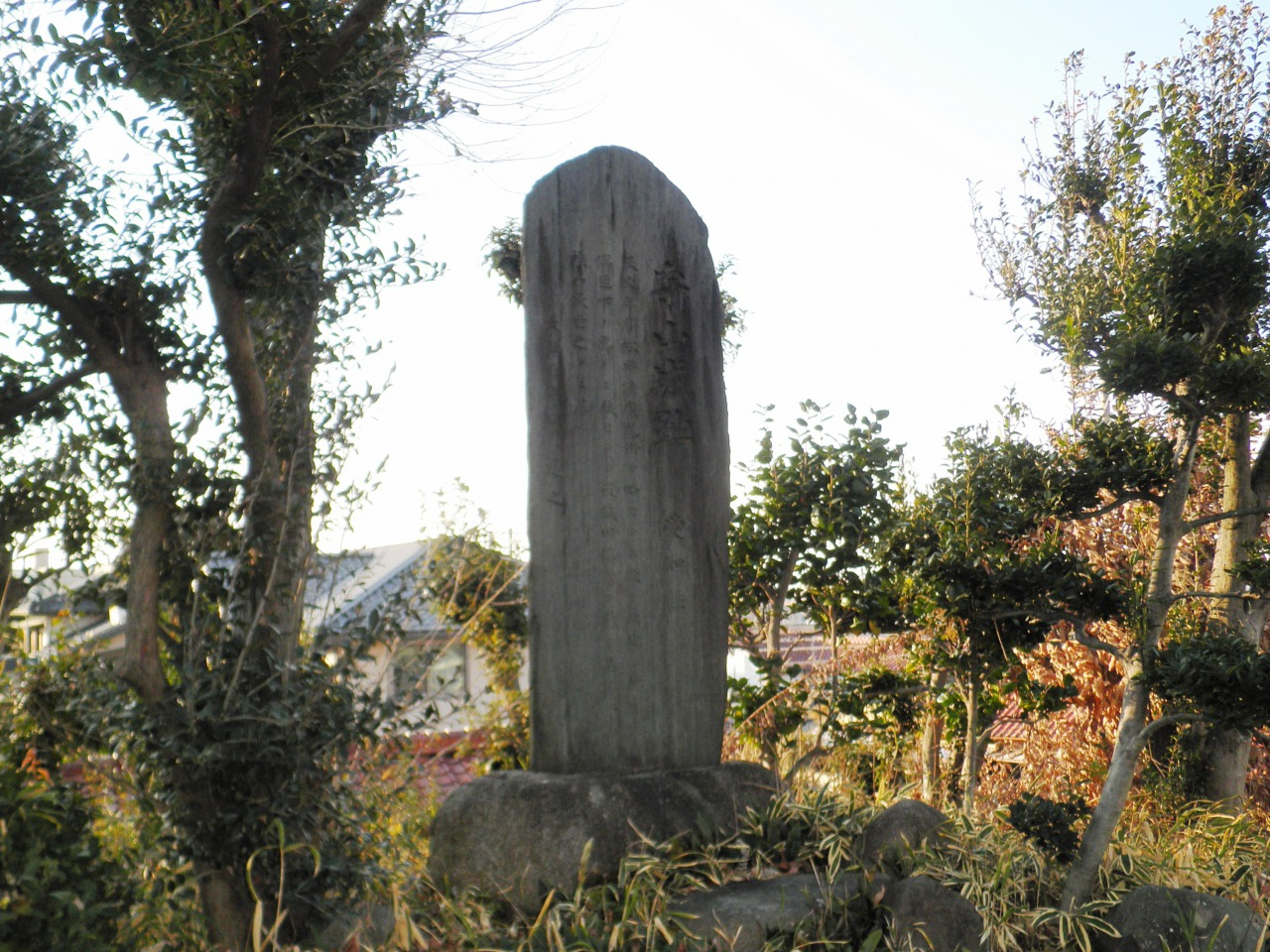
سنگ یادبود قلعه موری‌یاما در محلی که قلعه واقع شده بود.

قلعه موری‌یاما (به ژاپنی: 守山城 Moriyama-jo) یک قلعه ژاپنی بود که در ولایت اواری (امروزه در استان آیچی، شهر ناگویا، بخش موری‌یاما-کو) واقع شده بود. این قلعه در سال ۱۵۲۱ میلادی توسط ماتسودایرا نوبوسادا (مرگ ۱۵۳۸) ساخته شد.